# Kusanagi

Répliques du trésor impérial du Japon : épée Kusanagi, miroir sacré et pendentif magatama.

Pour les articles homonymes, voir Kusanagi (homonymie).
Kusanagi-no-tsurugi (草薙の剣, l'« épée de Kusanagi ») est une épée légendaire japonaise aussi importante dans ce pays qu'Excalibur l'est en Bretagne ou que Durandal l'est en France. C'est l'une des trois regalia du trône impérial du Japon.

## Noms
Son nom complet est en japonais Ama no murakumo no tsurugi (天叢雲剣, littéralement « Épée du ciel aux nuages regroupés ») mais elle est populairement nommée en Kusanagi (草薙, « Coupeuse d'herbe »). On peut aussi l'appeler Tsumugari-no-tachi (都牟刈の太刀, « sabre de la récolte des blés de la Capitale »).

## Apparence
On pense que l'« épée de Kusanagi » pourrait ressembler à une épée de l'âge du bronze à double tranchant, courte et droite, ce qui la différencie totalement du style des sabres japonais à lames courbes et à un seul tranchant. À l'époque d'Edo, un prêtre shinto affirma l'avoir vue et affirma qu'elle est semblable à une « tsurugi à la lame brillante et bien maintenue en forme de jonc ».

## Historique légendaire
Faute de pouvoir examiner l'objet, à supposer qu'il soit réel, et de vérifier l'ensemble des sources disponibles, il est impossible de démêler l'histoire et la légende de l'« épée de Kusanagi ». Dans la métaphysique shinto, les Sanshu-no-Jingi (regalia du trône japonais) sont censés relier l'empereur à Amaterasu Omikami et aux autres déités, au « Ciel » et aux « kamis ». Avant la désacralisation de l'institution impériale, le prince héritier était déifié en devenant ainsi empereur du Japon : Tennō, Akitsumikami, Mikado. Mais quelle épée est utilisée ? Des répliques ont été réalisées au cours du temps et la localisation actuelle de l'épée est controversée car conformément à la tradition, elle est maintenue secrète par la maison impériale. L'« épée de Kusanagi » est censée se trouver au palais impérial de Tokyo, mais, souvent déplacée ou parfois perdue, elle ou l'une des répliques ultérieures peuvent se trouver dans n'importe quel sanctuaire jingū, même si celui d'Atsuta à Nagoya est le plus souvent cité.
Selon la légende, l'épée originale aurait été perdue pendant la guerre de Genpei, le 25 avril 1185 lorsque l'empereur Antoku se jeta à la mer après la défaite de son camp à la bataille de Dan-no-ura ; une réplique forgée bien auparavant sous les ordres de Sujin Tenno, dixième empereur du Japon, l'aurait remplacée et serait aujourd'hui l'un des trois insignes sacrés de la maison impériale ; quant à l'épée originale, elle aurait été repêchée par des plongeuses pêcheuses de perles mais on ignore à qui elles l'ont remise, où elle se trouve et quel est son aspect (à supposer qu'elle ait été conservée),.
Quoi qu'il en soit, en août 1945, à la fin de la seconde Guerre mondiale, l'empereur Shōwa (Hirohito) ordonna à une poignée de ses fidèles de « protéger les Sanshu-no-Jingi à tout prix », c'est-à-dire de les cacher pour éviter qu'ils ne deviennent profanes dans un musée ou ne soient confisqués par des républicains désireux d'abolir la dynastie impériale. On suppose donc que ces fidèles ont dû voir directement et avoir un accès direct à Kusanagi et aux deux autres symboles du trésor impérial du Japon, le miroir sacré et le pendentif magatama Yasakani. Mais aucun n'a parlé et le général Douglas Mac Arthur ne semble pas avoir cherché à en apprendre davantage, la politique américaine étant alors de maintenir la maison impériale comme élément de cohésion du pays et contrepoids à l'influence communiste.

## Matériau supposé
En l'absence de toute certitude, le matériau à partir duquel la Kusanagi originelle a été forgée a fait l'objet de nombreuses spéculations, de même que la date de sa fabrication. Elle pourrait dater de la période Jokoto (lames antiques), pré-Amakuni, voire de l'âge du bronze, mais rien ne prouve qu'elle soit en bronze car des épées en fer existaient déjà à l'époque dans le monde, parfois façonnées en fer météorique. Le système de Tatara, méthode traditionnelle pour produire de l'acier au Japon, est, selon la légende, inspiré de la forme décapitée du Yamata-no-Orochi par Totsuka-no-Tsurugi et existerait depuis des temps reculés, bien avant la création des katana et des premiers tachi par Amakuni. Beaucoup d'auteurs s'accordent pour dire que Kusanagi fut importée depuis le continent asiatique, à l'instar de maints aspects de la technologie ancienne, de la culture et de la mythologie du Japon. Il fut aussi supposé que Yamata-no-Orochi représenterait des vallées et rivières d'Izumo, et peut-être des crues. Cela signifierait que Murakumo aurait été forgée à partir de satetsu (« sable de fer »), mais il demeure possible qu'elle soit faite en minerai de fer extrait des montagnes, en fer météorique ou en acier primitif.
En outre, la secte Amatsukyō affirme, selon les Takeuchi Monjō (ouvrage attribué à un descendant de Takenouchi no Sukune, censé décrire le Japon d'avant le Kojiki), qu'elle serait faite en hihiirogane : un métal ou alliage légendaire sur lequel nulle information vérifiable n'est disponible.

## Mythe
Selon le mythe, Kusanagi proviendrait du corps d'un serpent possédant huit têtes : Yamata no orochi. Elle aurait été confiée par Amaterasu à Ninigi et selon Kitabatake Chikafusa, la véritable identité de Ama-no-Murakumo serait Atsuta Daimyōjin, soit le dieu du sanctuaire Atsuta-Jingū, où elle serait enfermée profondément à l'intérieur du sanctuaire. Les prêtres kannushi et prêtresses miko de ce sanctuaire considèrent Murakumo comme incarnant Amaterasu en personne.
L'anthropologue C. Scott Littleton décrit la légende de Yamato Takeru comme de type « arthurien », et rapproche ces mythes à d'autres semblables, du Moyen-Orient, du monde avestique, des Hittites, qui bien qu'étant des civilisations de l'âge du Bronze, finirent par forger des lames en fer, grâce aux météorites trouvées sur leurs territoires. Kusanagi et Excalibur seraient donc mythologiquement homologues.
La légende dit que l'épée gagna son nom de Kusanagi dans la province de Sagami-no-kuni. On raconte que Ame-no-Murakumo-no-Tsurugi était en possession du prince Yamato-Takeru-no-Mikoto lorsqu'il fut attaqué dans une prairie, que ses ennemis avaient incendiée pour pouvoir l'abattre à distance, par crainte d'affronter le demi-dieu en combat rapproché. Takeru utilisa alors son épée divine pour se frayer un coupe-feu en tranchant les herbes hautes et échapper ainsi à l'embuscade enflammée. Ces herbes sont symboliques : le shintoïsme compare souvent les humains à l'herbe, par des expressions telles que Ame no masuhito ou Aohitokusa, qui sont généralement interprétées comme la bénédiction d'Izanagi, garante de la prospérité des humains, dépendant des céréales et des fourrages. Dans la légende de Yamato Takeru, le nom de Kusanagi symboliserait les conquêtes de la dynastie impériale, soumettant les tribus et féodalités rivales. Kusanagi-no-Tsurugi signifierait alors que les guerriers ennemis étaient fauchés comme des blés par les épées de fer introduites à l'époque, ce qui est rendu par la mythologie de la « lame divine aux pouvoirs mystiques » coupant court à toute opposition.

## Représentations

L'épée Kusanagi dans l'animé de Naruto

Sa représentation dans la culture japonaise, films, animes, romans, nouvelles et light novels varie considérablement : chaque auteur en a sa propre idée et son propre design. Ainsi :
- dans le manga Campione, c'est une épée noire à garde dorée.
- Dans le film Onmyōji 2, elle est représentée avec un dragon chinois gravé sur la lame et a été dérobée à un royaume vaincu.
- Dans le Yakumo Tatsu, elle fait partie d'une série d'épées divines appartenant au clan Fuzuchi.
- Dans le manga Naruto, elle a l'aspect d'un katana (dans l'adaptation animée, elle ressemble davantage à une épée de type tsurugi) : Orochimaru, qui possède l’épée de Kusanagi (ayant la réputation d'être plus solide que le diamant), s'en sert pour tuer le troisième Hokage lors de l'examen final des chūnin. Sasuke dispose d'une autre version de l'épée de Kusanagi ; ce n'est pas la même mais elle a le même nom.
- Dans Red Eyes Sword: Akame ga Kill!, elle est l'un des pouvoirs spéciaux du teigu Susanoo.
- Dans le manga Kamigami no Asobi (en), c'est un collier qui transporte l'héroïne dans un monde parallèle.
- Dans le manhwa The God of High School, Kusanagi est l'épée qu'utilise Kyoichi, membre de l'équipe du Japon.
- Le jeu de rôle occidental Scion en donne sa propre interprétation, et comme dans les autres œuvres citées ci-dessus, elle ne se trouve pas aux mains de son propriétaire légitime.
- Le personnage de comics Usagi Yojimbo est le porteur de Kusanagi lors d'une de ses aventures.
- Dans le manga One Piece, l'amiral Kizaru de la Marine peut créer, grâce à son fruit du démon, le fruit luminescent, un sabre de lumière qu'il appelle Ame no Murakumo. D'ailleurs, d'autres de ses techniques empruntent le nom des deux autres trésors (le Magatama et le Yata-no-Kagami).
- Dans l'anime Kamigami no Asobi, Kusanagi est le prénom de l'héroïne principale. Elle possède également l'épée sacré en pendentif autour de son cou.

## Sources de la traduction
- (en) Cet article est partiellement ou en totalité issu de l’article de Wikipédia en anglais intitulé « Kusanagi » (voir la liste des auteurs).